# Alla mot en (datorspel)
Alla mot en är ett datorspel baserat på TV-programmet med samma namn från 2005. Spelet finns i två versioner en för Windows och en för DVD-spelare. Spelet är utvecklat tillsammans med TV4 för Pan Vision och producerat av Meter Film & Television med licens av Endemol av Funkis Digital Concepts. Spelet går ut på att man är en tävlande i TV-programmet Alla mot en och ska slå ut läktaren. Frågorna är skrivna av Michael Netterstad och Ulf Kullberg.

## Spelet
Varje fråga inleds med att spelaren får se en kategori och välja om frågan ska vara lätt eller svår. Därefter kommer en fråga med tre svarsalternativ. Svarar spelaren fel på frågan åker den ut, men svarar den rätt vinner den pengar. Spelaren kan hoppa över tre frågor men förlorar 25%, 50% och 75% av sina ihoptjänande pengar. Spelaren har en gång möjlighet att dubblera vinstvärdet som frågan ger. Efter varje fråga försvinner ett antal från läktaren som inte är med i spelet längre. När spelaren har slagit ut 100 personer från läktaren vinner spelaren.
I varje fråga är samtliga motståndare värda 250 000 kronor. I spelet är varje pengasumma avrundad till närmaste 10 000-tal. Frågan ställs som i TV-programmet av Rickard Sjöberg och spelet innehåller videosekvenser från TV-programmet. Spelaren vinner inga pengar men kör spelaren versionen för Windows finns en topplista över de tio bästa spelaren. Vid lanseringen av spelet kunde även spelaren skicka in sitt resultat och vinna priser. Kör spelaren versionen för Windows används datormusen och om spelaren kör versionen för DVD-spelare använder den fjärrkontrollen.